# Ferran Laviña
Ferran Laviña de la Villa (Barcelona, España, 24 de marzo de 1977) es un exjugador español de baloncesto.

## Trayectoria
Laviña se formó en las categorías inferiores del Club Bàsquet L'Hospitalet, equipo con el que llegó a jugar en Campeonato de España júnior la temporada 1994-1995. Posteriormente jugó en el Bàsquet Manresa de la Liga EBA, y posteriormente fue cedido un año al Gijón Baloncesto.
Desde la temporada 1998-99 jugó en el primer equipo del Club Bàsquet Manresa, incluyendo una etapa de dos temporadas en la Liga LEB. La temporada 2006-07 fue fichado por el DKV Joventut.
La temporada 2007-08 superó los 200 partidos en la ACB. Ha disputado la Euroliga en dos ocasiones, la primera, la temporada 1998-99 la disputó con el Manresa, y la segunda, la temporada 2006-07, con el Joventut.
En el verano de 2009 abandona el conjunto verdinegro y ficha por el MadCroc Fuenlabrada de la liga ACB por dos temporadas.
En noviembre de 2012 vuelve al Bàsquet Manresa pero en diciembre volvería a dejar el equipo.
En marzo de 2013 vuelve al Bàsquet Manresa.

## Selección nacional
Ha sido internacional "B" con la Selección de baloncesto de España y absoluto con la Selección de baloncesto de Cataluña, de carácter no oficial.

## Clubes
- Club Bàsquet L'Hospitalet - (España): 1994-95
- Bàsquet Manresa - (España): 1995-97
- Gijón Baloncesto - (España): 1997-98
- Bàsquet Manresa - (España): 1998-06
- Club Joventut de Badalona - (España): 2006-09
- Baloncesto Fuenlabrada - (España): 2009-12
- Bàsquet Manresa - (España): 2012
- Bàsquet Manresa - (España): 2013
- FC Barcelona B - (España): 2013-14

## Palmarés

### Campeonatos nacionales
| Título            | Club                      | País   | Año  |
| ----------------- | ------------------------- | ------ | ---- |
| Liga catalana EBA | Bàsquet Manresa           | España | 1996 |
| Liga catalana     | Bàsquet Manresa           | España | 1999 |
| Liga catalana     | Club Joventut de Badalona | España | 2007 |
| Copa del Rey      | Club Joventut de Badalona | España | 2008 |
| Liga catalana     | Club Joventut de Badalona | España | 2008 |

### Copas internacionales
| Título    | Club                      | País   | Año  |
| --------- | ------------------------- | ------ | ---- |
| Copa ULEB | Club Joventut de Badalona | España | 2008 |

### Distinciones individuales
| Distinción                              | Jornada                         |
| --------------------------------------- | ------------------------------- |
| Jugador Nacional de la Semana de la ACB | Jornada 18, temporada 2002-2003 |
| Jugador Nacional de la Semana de la ACB | Jornada 26, temporada 2003-2004 |
| Jugador Nacional de la Semana de la ACB | Jornada 23, temporada 2005-2006 |